# Elisabeth Pinajeff
Elisabeth Pinajeff, född 17 april 1900 i Jekaterinoslav, Ryssland, död 31 december 1995 i Villemoisson-sur-Orge, Frankrike, var en rysk skådespelare.

## Filmografi (urval)
- 1922 - Love One Another
- 1925 - Herr Collins affärer i London
- 1930 - Tingel Tangel